# Proceso planar

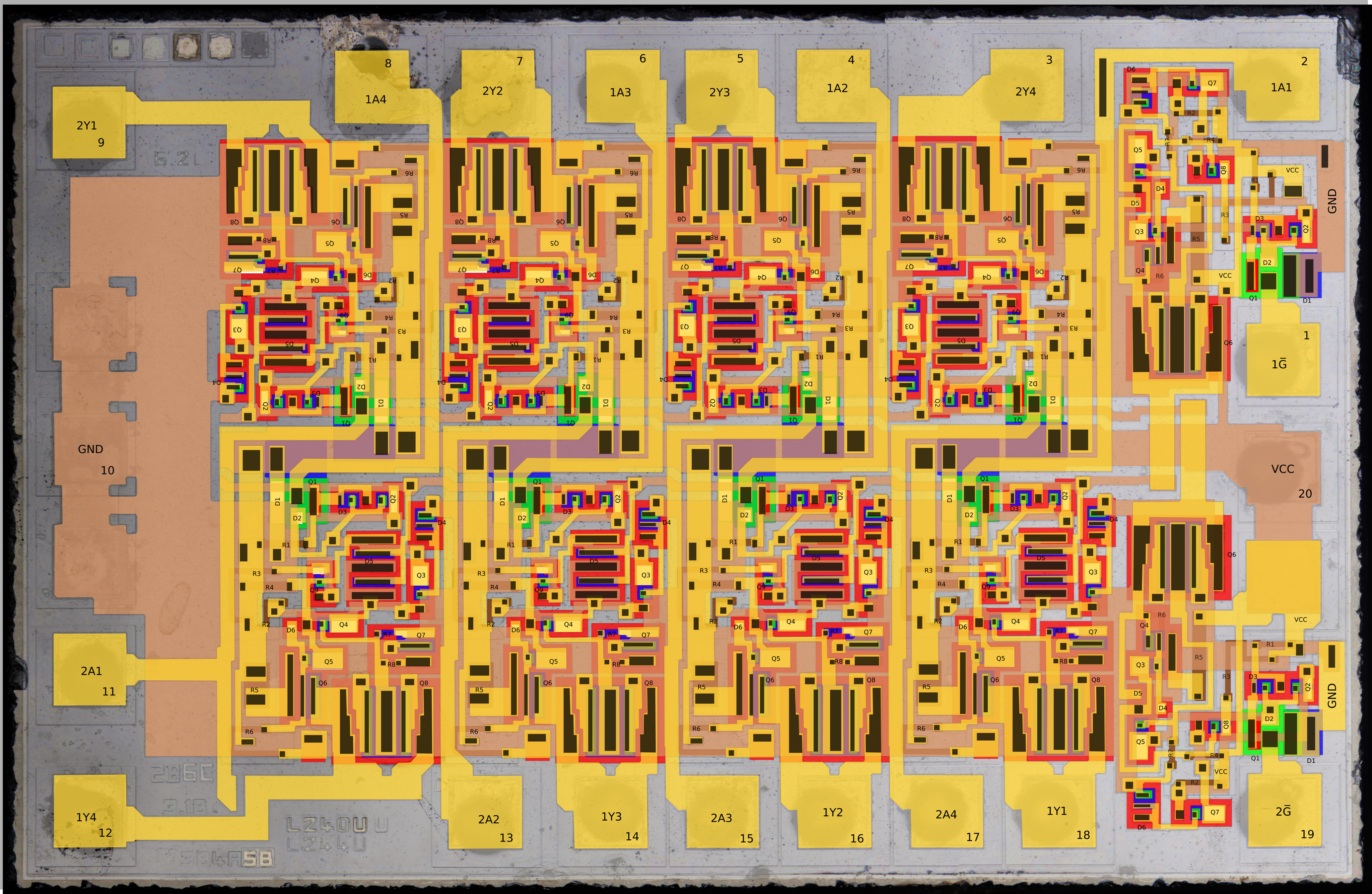
Foto de dado anotado de un Fairchild chip

El proceso planar es un proceso de manufactura usado en la industria de semiconductores para construir componentes individuales de un transistor, y a su vez se conectaran a otros transistores. Este es el proceso principal con el cual los chips de circuito integrado de silicio son construidos. El proceso utiliza los métodos de pasivación y oxidación térmica.
El proceso planar fue desarrollado en Fairchild Semiconductor en el año 1959.

## Resumen
El concepto clave fue considerar un circuito bidimensional (un plano), permitiendo el desarrollo fotográfico de películas negativas, enmascarando así la proyección de luz de la exposición química. Esto permitió el uso de una serie de exposiciones sobre un sustrato (silicio) para la producción de dióxido de silicio (aislantes) o regiones dopadas (conductores). Gracias a la metalización, y el concepto del aislamiento de unión p-n y pasivación, fue posible crear circuitos en una sola placa de silicio cristalizado (oblea) a partir de una gota de silicio monocristalizado.
El proceso implica los procedimientos básicos de la oxidación de dióxido de silicio (o silicio) (SiO2), grabado y difusión de calor de SiO2. La fase final implica la oxidación de toda la oblea con una capa de SiO2, el grabado del contacto con los transitores y el recubrimiento del óxido con una lámina de metal, lo que permite que los transistores permanezcan conectados sin la necesidad de intervenir conectándolos manualmente. 

## Historia

### Desarrollo
En una reunión de electrochemical society del año 1958, Mohamed Atalla presentó un documento sobre la pasivación de uniones PN por oxidación térmica, basado en su obra 1957 BTL memos.
El Ingeniero suizo Jean Hoerni atendió a la misma reunión de 1958, y quedó intrigado por la presentación de Atalla. A Hoerni se le ocurrió la "idea planar" durante una mañana mientras pensaba en el artefacto de Atalla. Aprovechando el efecto pasivador del dióxido de silicio en la superficie de silicio, Hoerni propuso hacer transistores protegidos por una capa de dióxido de silico. Esto condujo a la primera aplicación con éxito de la técnica de pasivación de transistores de silicio de Atalla mediante oxidación térmica.
El proceso fue desarrollado por Jean Hoerni, conocido como uno de los traitorous ocho, mientras trabajaba en Fairchild Semiconductor, emitiendo una primera patente en 1959. Junto con el uso de la metalización (para unir los circuitos integrados), y el concepto de aislamiento de la unión p-n (de Kurt Lehovec), los investigadores de Fairchild fueron capaces de crear circuitos en una sola rebanada de cristal de silicio (una oblea) a partir de un buje de silicio monocristalino.
En 1959, Robert Noyce se basó en el trabajo de Hoerni con su concepción de un circuito integrado (CI), que añadía una capa de metal a la parte superior de la estructura básica de Hoerni para conectar diferentes componentes, como transistores, condensadores o resistencias, situados en la misma pieza de silicio. El proceso planar proporcionó una potente forma de implementar un circuito integrado que era superior a las anteriores concepciones del circuito integrado. El invento de Noyce fue el primer chip CI monolítico.
Las primeras versiones del proceso planar utilizaban un proceso de fotolitografía con luz casi ultravioleta de una lámpara de vapor de mercurio. A partir de 2011, las características pequeñas se suelen realizar con litografía ultravioleta "profunda" de 193 nm. Algunos investigadores utilizan una litografía ultravioleta extrema de mayor energía.